# Dabiša di Bosnia
Stefano Dabiša Kotromanić (in serbo Стефан Дабиша?; in ungherese Dabiša István; talvolta citato anche con la grafia italianizzata Dabiscia; 1339 – 8 settembre 1395) è stato Re di Bosnia dal 10 marzo 1391 al 8 settembre 1395.

## Biografia
Stefano Dabiša è stato membro della Dinastia Kotromanić, tuttavia le fonti non sono chiare su chi fossero i suoi genitori. Molto probabilmente nacque come figlio illegittimo di uno dei figli di Stefano I, bano di Bosnia e di sua moglie Elisabetta di Serbia. Alcune fonti, la più importante delle quali è lo storiografo ragusano Mavro Orbini il quale scrisse nel 1601 l'opera Il regno de gli Slavi, affermano che fosse figlio di Ninoslao Kotromanić, fratello minore di Ladislao di Bosnia che fu effettivamente Bano di Bosnia dal 1353 fino alla sua morte. Tuttavia in una lettera autografa Dabiša si professa fratello minore di Tvrtko I di Bosnia, affermazione che tuttavia non sarebbe opportuno prendere alla lettera.
Sempre secondo la testimonianza di Orbini, Dabiša governò la Župa ovvero la Contea di Neretva (corrispondente all'attuale territorio della Neretva Superiore e alla città Konjic nella Bosnia ed Erzegovina), e mentre ricopriva questa carica prese parte alla rivolta di Vuk, fratello di Tvrtko, che portò alla deposizione di quest'ultimo nel 1366. Quello di Dabiša, tuttavia, è l'unico nome tra i rivoltosi, nominato dall'Orbini, ma per nulla presente in altri resoconti, questa volta contemporanei, di questa ribellione. Nel 1367 Trvtko riuscì a riguadagnare il trono e fece esiliare Dabiša, privandolo delle sue terre. Mentre quest'ultimo trascorse due decenni ormai dimenticato, Trvtko si autoproclamò nel 1377 re di Bosnia.

## Elezione e successi iniziali
Nonostante fosse stato esiliato dalla Bosnia, sembra che i rapporti di Dabiša con il sovrano Trvtko siano ritornati cordiali prima del 1390, dal momento che il suo nome compare nei registri reali di Bobovac, residenza della corte reale dei Kotromanić, nel giugno del 1390. In circostanze non del tutto chiare che portarono alla morte di Tvrtko I, il 10 marzo 1391, Dabiša venne eletto nuovo sovrano di Bosnia dal Rusag, ovvero l'assemblea dei nobili bosniaci in epoca medioevale. Subito dopo la sua incoronazione, Dabiša chiese la ratifica della sua nomina alle vicine Repubbliche di Venezia e di Ragusa, così come dei sovrani Sigismondo di Lussemburgo e di Ladislao I di Napoli. Seguendo le orme del suo predecessore, Dabiša assunse il titolo reale di Stefano.
Durante il primo anno del suo regno, Dabiša riuscì a mantenere l'integrità del Regno di Bosnia ereditato da Tvrtko I, che comprendeva non solamente la Bosnia, ma anche la Dalmazia, la Croazia, il Principato di Zaclumia e la regione di Raška. Le prime due erano infatti finite nelle mani di Sigismondo di Lussemburgo e Maria d'Ungheria, mentre la Repubblica di Ragusa aveva tentato di convincere le città dalmate di sottomettersi alla giurisdizione della Corona ungherese. Ladislao e Maria non erano, inoltre, gli unici due sovrani a reclamare i territori della Dalmazia e della Croazia: anche Ladislao I di Napoli, sostenendo che Dabiša non aveva, come il suo predecessore, fatto atto di sottomissione in qualità di suo vassallo, iniziò a rivendicare diritti su queste due terre. Quando Ladislao e Sigismondo entrarono in conflitto, Dabiša rimase tuttavia al fianco di Ladislao.
Da Trvtko I Dabiša aveva inoltre ereditato l'ostilità del sovrano d'Ungheria, che stava cercando di recuperare i territori persi proprio in favore del suo predecessore. Il desiderio di belligeranza di Sigismondo coincisero con una vera e propria crociata approvata da Papa Bonifacio IX. Dabiša professava infatti il credo Cattolico Romano, ma una vasta porzione dei suoi sudditi aderivano alla Chiesa bosniaca o alla Chiesa ortodossa serba, ed erano quindi considerati eretici e scismatici da Sigismondo e anche da Bonifacio; tuttavia nonostante la pianificazione di questa offensiva non esistono fonti storiche che dimostrano che essa sia mai stata realmente realizzata. Nella primavera del 1392, Dabiša respinse con successo un'incursione di turchi ottomani, seguendo anche in questo le orme del suo predecessore, vittorioso contro i turchi nella battaglia di Bileća nel 1388; grazie forse anche a questa vittoria, Dabiša e Sigismondo giunsero alla fine ad una tregua.

## Il declino
Nonostante questi iniziali successi, il regno di Dabiša di Bosnia iniziò a subire un successivo declino. La nobiltà iniziò a diventare sempre più forte e per la prima volta iniziò ad agire indipendentemente dalla volontà del sovrano, prima fra tutti la nobile casata dei Sanković. Nonostante i tentativi di Dabiša di contrastare le azioni di questa casata riuscissero nel loro intento, tuttavia complessivamente il suo potere e la sua autorità subirono un sostanziale indebolimento. Hrvoje Vukčić Hrvatinić, bano di Croazia che governava quel territorio in nome della corona bosniaca contro le pretese della corona d'Ungheria, decise di giungere ad un accordo proprio con Sigismondo e Maria d'Ungheria, pur restando leale all'autorità del sovrano bosniaco. Fu così che Dabiša, insieme con tutti gli altri suoi vassalli, decise di scendere ad un accordo con Sigismondo, e per questo motivo venne organizzato un incontro tra i due sovrani che avrebbe dovuto svolgersi presso Đakovo nel 1393, ma che di fatto non ebbe mai luogo.
A partire dal giugno del 1394, re Dabiša fu in aperto contrasto con Giovanni Horvat, bano di Macsó e nipote di Giovanni di Palisna, Ban di Palisna, nonché fervente sostenitore di Ladislao I di Napoli. Costui aveva ottenuto dal predecessore di Dabiša, Trvtko I, il territorio della città di Omiš, e fu proprio contro questa città che Dabiša ordinò di sferrare l'attacco ai suoi vassalli delle città di Brač, Hvar e Korčula. Nel frattempo Sigismondo, che aveva raccolto un considerevole esercito sin dal mese di aprile, approfittò delle ostilità ed attaccò anch'egli il territorio di Horvat che venne sconfitto nella Battaglia di Dobor e giustiziato. Subito dopo, in un accampamento nei pressi delle rovine della città di Dobor lungo il fiume Bosna, saccheggiata dalle truppe di Sigismondo, re Dabiša si sottomise a Sigismondo, e con l'accordo dei suoi vassalli, lo riconobbe come suo signore, cedendogli i territori di Croazia e Dalmazia, designandolo inoltre come suo erede al trono di Bosnia. Non sono chiare le circostanze che indussero Dabiša ad accettare delle condizioni per lui così dure, anche se è pur vero che in cambio Sigismondo, nel luglio del 1394, incluse Dabiša all'interno della cerchia dei più alti ufficiali di rango della corona ungherese, e lo nominò Ispán ovvero conte di Somogy.

## Morte e successione
L'accordo con il quale Dabiša indicò Sigismondo come suo erede al trono di Bosnia indica il fatto che, a quel tempo, il sovrano si trovasse già in età avanzata. Agli inizi del 1395, infatti, la sua salute si deteriorò gravemente, e per questo motivo redasse un testamento che garantiva a sua figlia Stana, la cui figlia era andata in sposa al nobile Juraj Radivojević, il villaggio di Veljaci nel principato di Zaclumia. Morì l'8 settembre 1395 ma, nonostante gli accordi con Sigismondo, fu la sua vedova Elena di Bosnia ad accedere al trono con l'appoggio dei magnati.